# Ceraticelus fastidiosus
Ceraticelus fastidiosus là một loài nhện trong họ Linyphiidae.
Loài này thuộc chi Ceraticelus. Ceraticelus fastidiosus được Crosby & Bishop miêu tả năm 1925.